# Garota Afegã
Garota afegã é um retrato fotográfico de 1984 de Sharbat Gula (nascida em 1972), também conhecida como Sharbat Bibi, tirada pelo fotojornalista Steve McCurry.
A foto foi comparada à pintura de Leonardo da Vinci da Mona Lisa e foi chamada de "a Mona Lisa do Terceiro Mundo". A imagem se tornou "emblemática" de "garota / mulher refugiada localizada em algum campo distante", merecedora da compaixão do observador ocidental. Tornou-se um símbolo do Afeganistão a oeste.

## National Geographic
Sharbat Gula era uma das alunas de uma escola informal no campo de refugiados de Nasir Bagh em 1984. Sua fotografia foi tirada pelo fotógrafo da National Geographic Society Steve McCurry, em filme slide colorido Kodachrome 64, com uma câmera Nikon FM2 e lente Nikkor 105mm Ai-S F2.5.
A imagem, intitulada Garota afegã, apareceu na capa de junho de 1985 da National Geographic. A imagem de seu rosto, com um lenço vermelho solto sobre a cabeça e os olhos olhando diretamente para a câmera, foi nomeada "a fotografia mais reconhecida" da história da revista, e a capa é uma das mais famosas da National Geographic. A revista American Photo diz que a imagem tem uma "combinação incomum de coragem e glamour". Os olhos verdes de Sharbat Gula foram o assunto de muitos comentários.